# NS 4300
De serie NS 4300 was een serie stoomlocomotieven van de Nederlandse Spoorwegen (NS), overgenomen van het Britse War Department.
De locomotieven, met de asindeling 1'D, werden tussen 1943 en 1945 gebouwd door North British Locomotive Company en de Vulcan Foundry voor het Britse War Department om het Britse Leger te voorzien van voorraden tijdens hun strijd tegen het Duitse leger op het vasteland van West-Europa.
Er waren locomotieven van het Britse War Department die na de oorlog bij NS dienst hebben gedaan. Hoewel er in totaal 237 locomotieven zijn gehuurd, hebben zij nooit alle gelijktijdig dienstgedaan. De machinisten, die op deze Engelse machines links moesten staan, hadden veel last van de neerslaande rook. De NS verlaagde al snel de stoomspanning van 15,8 kg/cm² naar 12 kg/cm² en verlengde de schoorstenen om de machinist te beschermen tegen neerslaande rook.
De locomotieven hadden de bijnaam Kleine Jeeps.

## Ontwerp
De Austerity 2-8-0 was gebaseerd op de LMS Klasse 8F, die tot dat moment het standaardontwerp van de overheid was geweest. Verschillende wijzigingen werden aangebracht aan het 8F-ontwerp door R.A. Riddles om lage kosten voor de levensduur van het ontwerp te prioriteren. Deze omvatten een ketel van een eenvoudigere constructie die parallel was in plaats van taps toelopend en een vuurkist met ronde bovenkant in plaats van een Belpaire-vuurkist. De vuurkist was van staal in plaats van het schaarsere en duurdere koper.

## Constructie
De bouw werd verdeeld over twee bedrijven. De North British Locomotive Company (NBL) te Glasgow bouwde 545 exemplaren (verdeeld over hun twee werkplaatsen in Hyde Park en Queen's Park) en de Vulcan Foundry (VF) te Newton-le-Willows, Lancashire, bouwde 390 exemplaren.
De North British Locomotive Company bouwde ook de grotere NS 5000 WD.

## Museumstuk
Er zijn in Nederland geen exemplaren overgebleven. Bij de Keighley and Worth Valley Railway rijdt wel een exemplaar rond.
Dit exemplaar is door de Vulcan Foundry Gebouwd als nr. 5200. Deze locomotief heeft de Keighley and Worth Valley Railway van de Zweedse spoorwegen (Statens Järnvägar) overgenomen. De locomotief was daar geclassificeerd als SJ Klasse G11 nr. 1931. Deze machine is de voormalige NS 4464.
In 2007 is de locomotief in originele staat terug gebracht, waarbij er een nieuw machinistenhuis en tender gebouwd moesten worden. De locomotief werd daarna British Railways (BR) No. 90733 en na een paar testritten reed de 90733 op maandag 23 juni 2007 zijn eerste passagierstrein op de museumlijn.

## Afbeeldingen

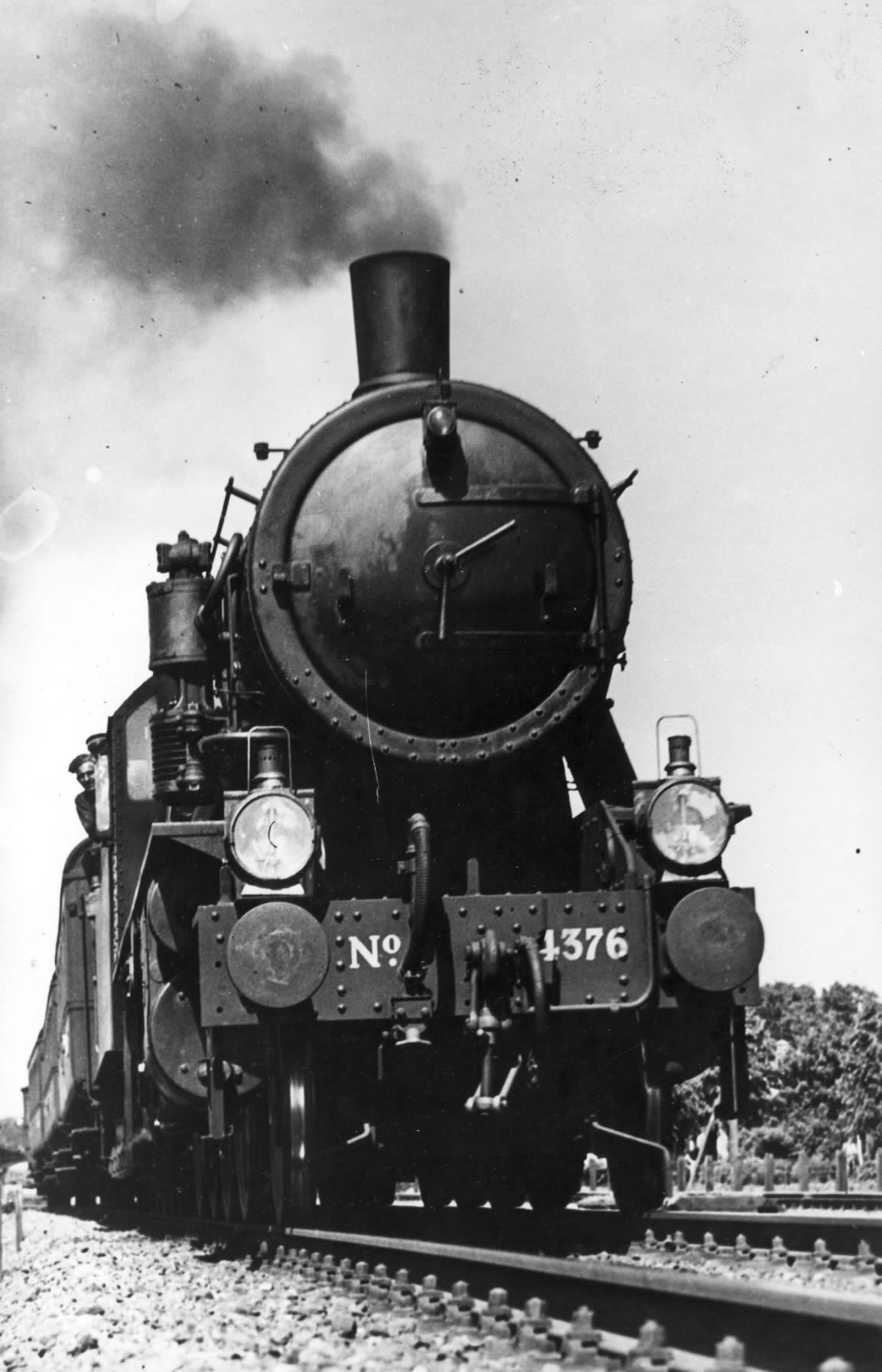
NS 4376 Nabij Ermelo. (In 1946)
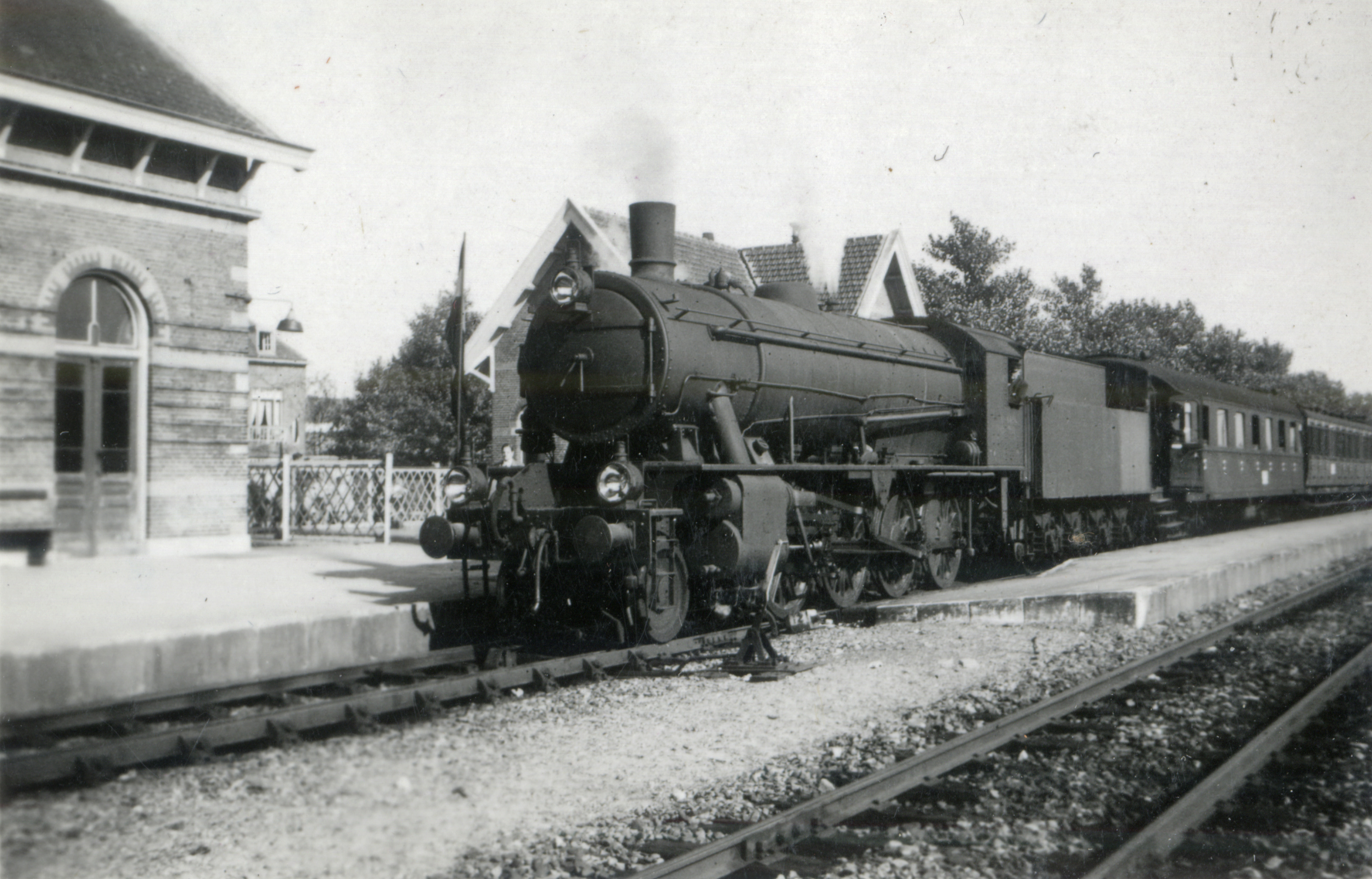
Locomotief uit de serie 4300 ("Austerities") van de N.S. met een trein op het N.S.-station Waalwijk te Waalwijk.
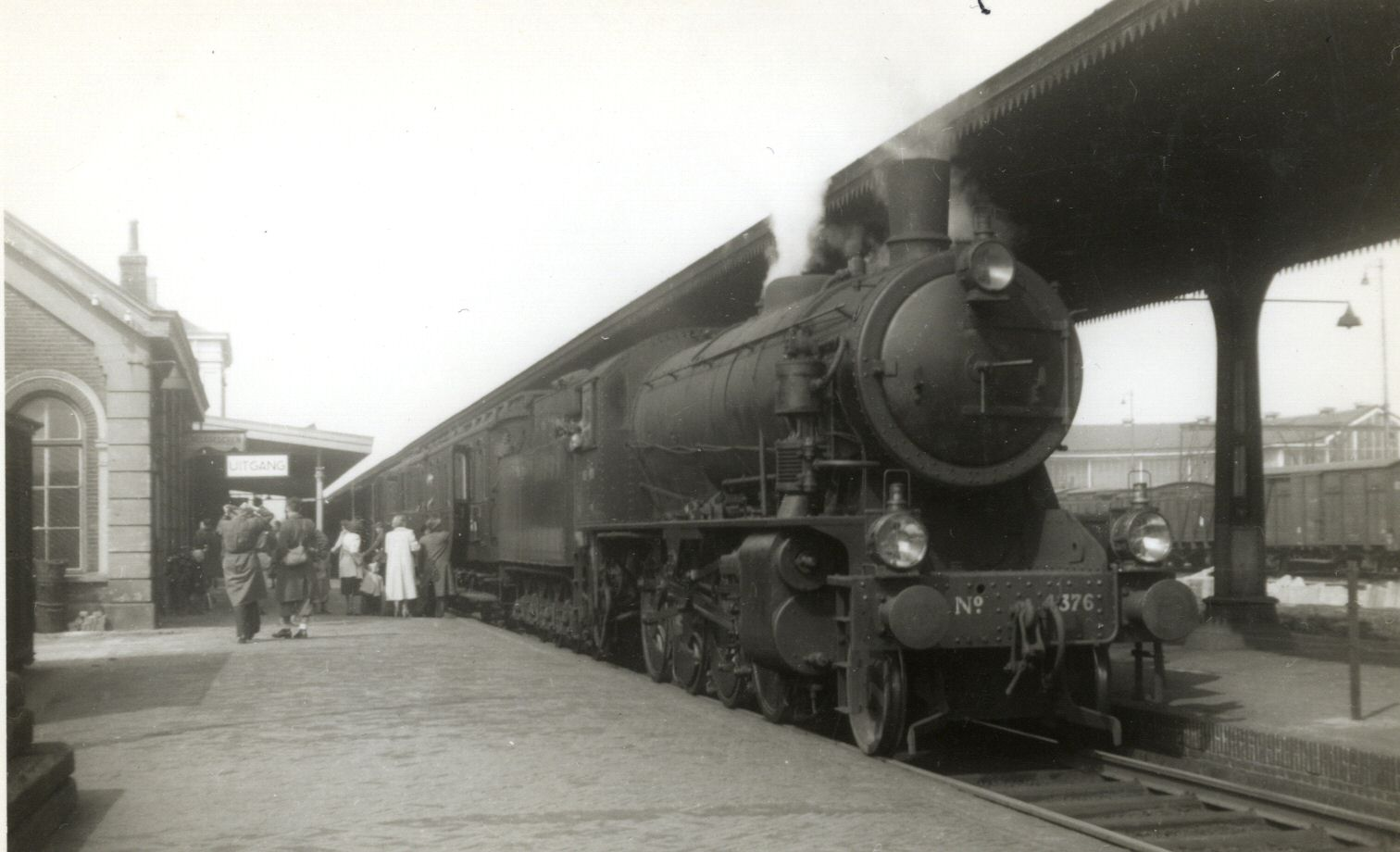
Locomotief NS 4376 van de serie 4300 ("Austerities", ex-WD 77495) op het N.S.-station Tilburg.
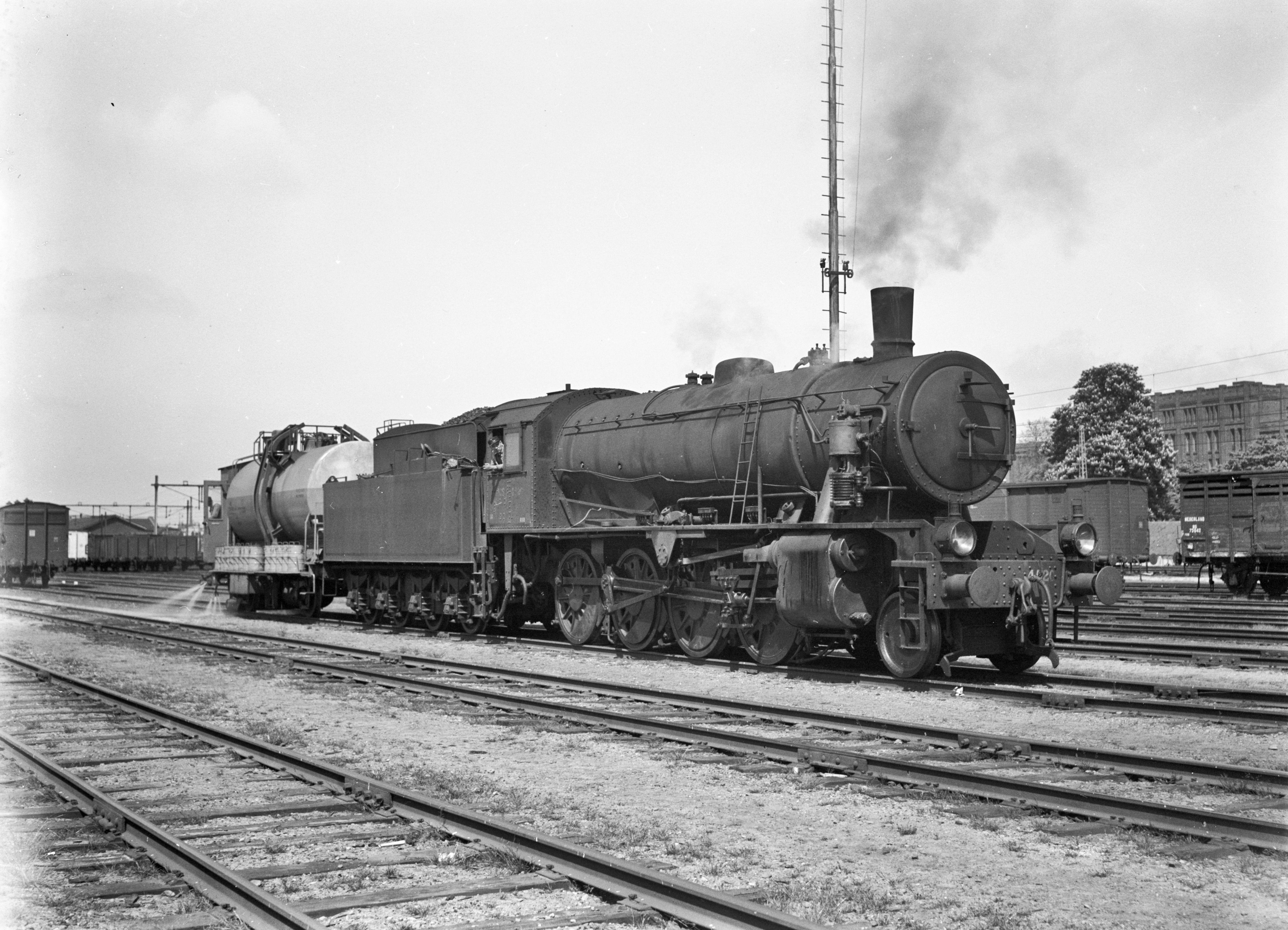
Locomotief uit de serie 4300 - NS 4520 ("Austerities", ex-WD) van de N.S. met een sproeiwagen van de onkruidbestrijdingstrein (sproeitrein) te Utrecht.
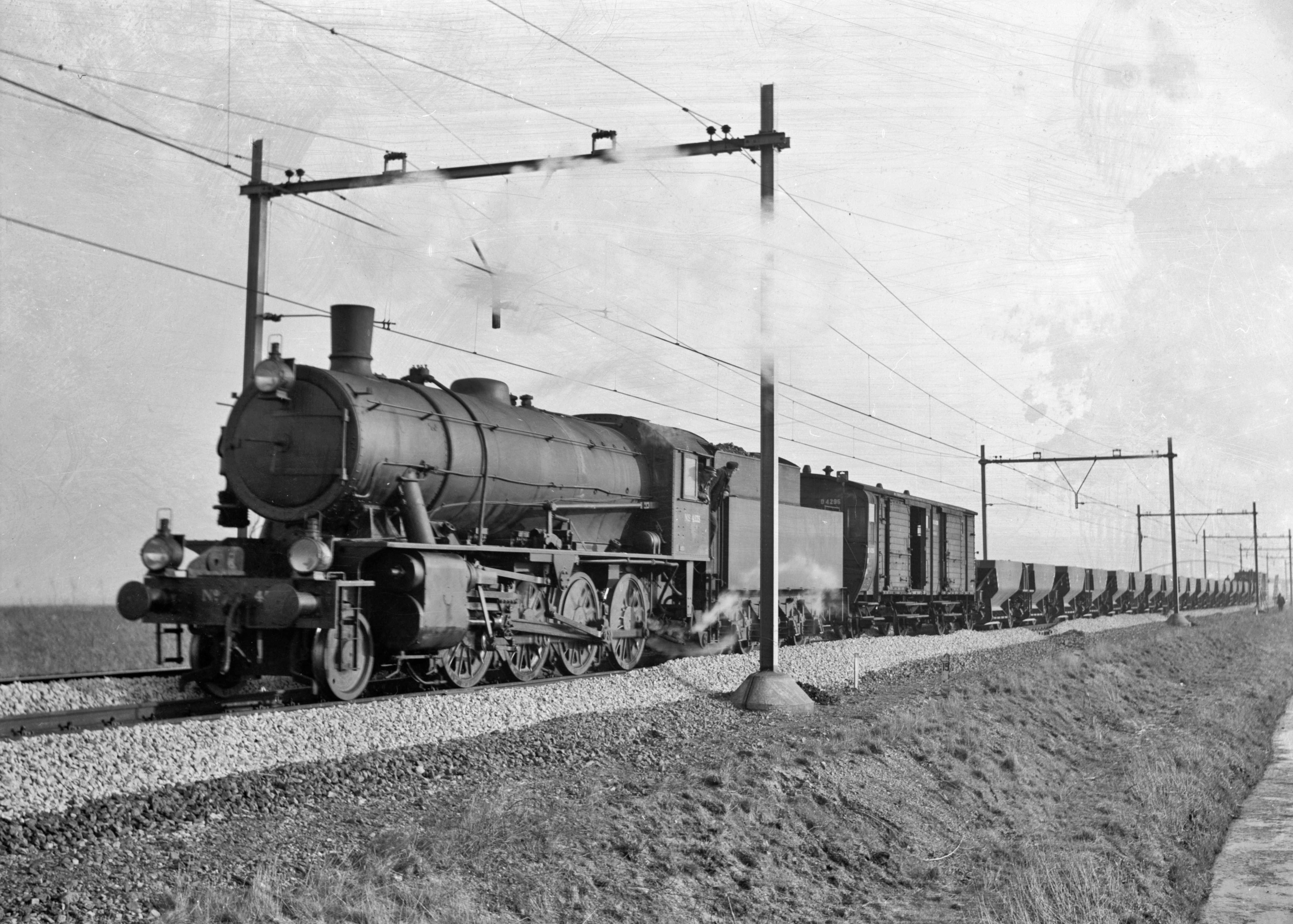
Locomotief NS 4535 (serie 4300 "Austerities", ex-WD 77188) met een trein bestaande uit onderlossers met grind (ballast) voor de baanverzwaring tussen Amsterdam en Utrecht.
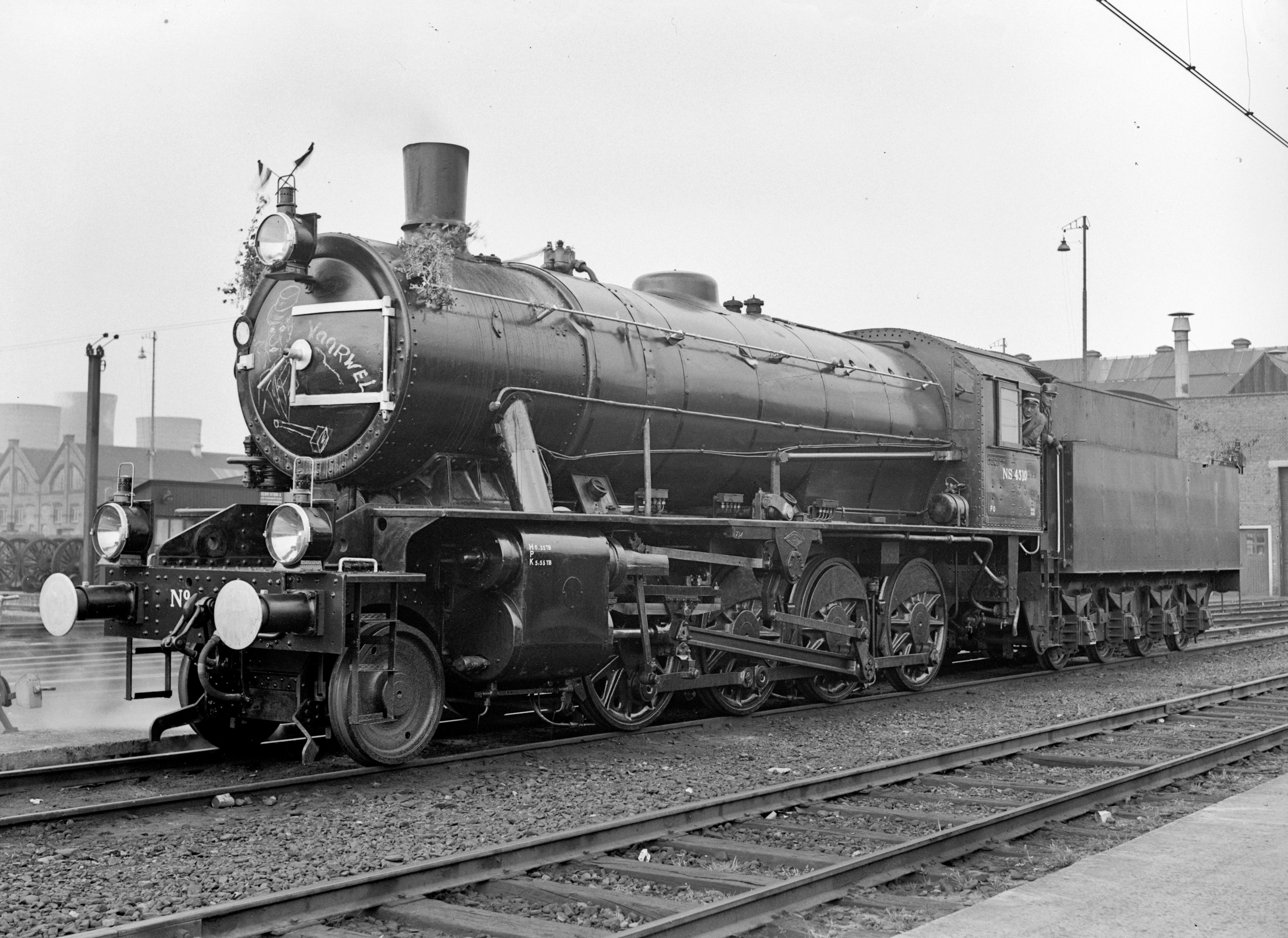
Locomotief NS 4310 (serie 4300 "Austerities", ex-WD 70863) bij de centrale werkplaats te Tilburg, met versieringen vanwege het feit dat dit de laatste stoomlocomtief was die in de werkplaats te Tilburg gereviseerd werd.
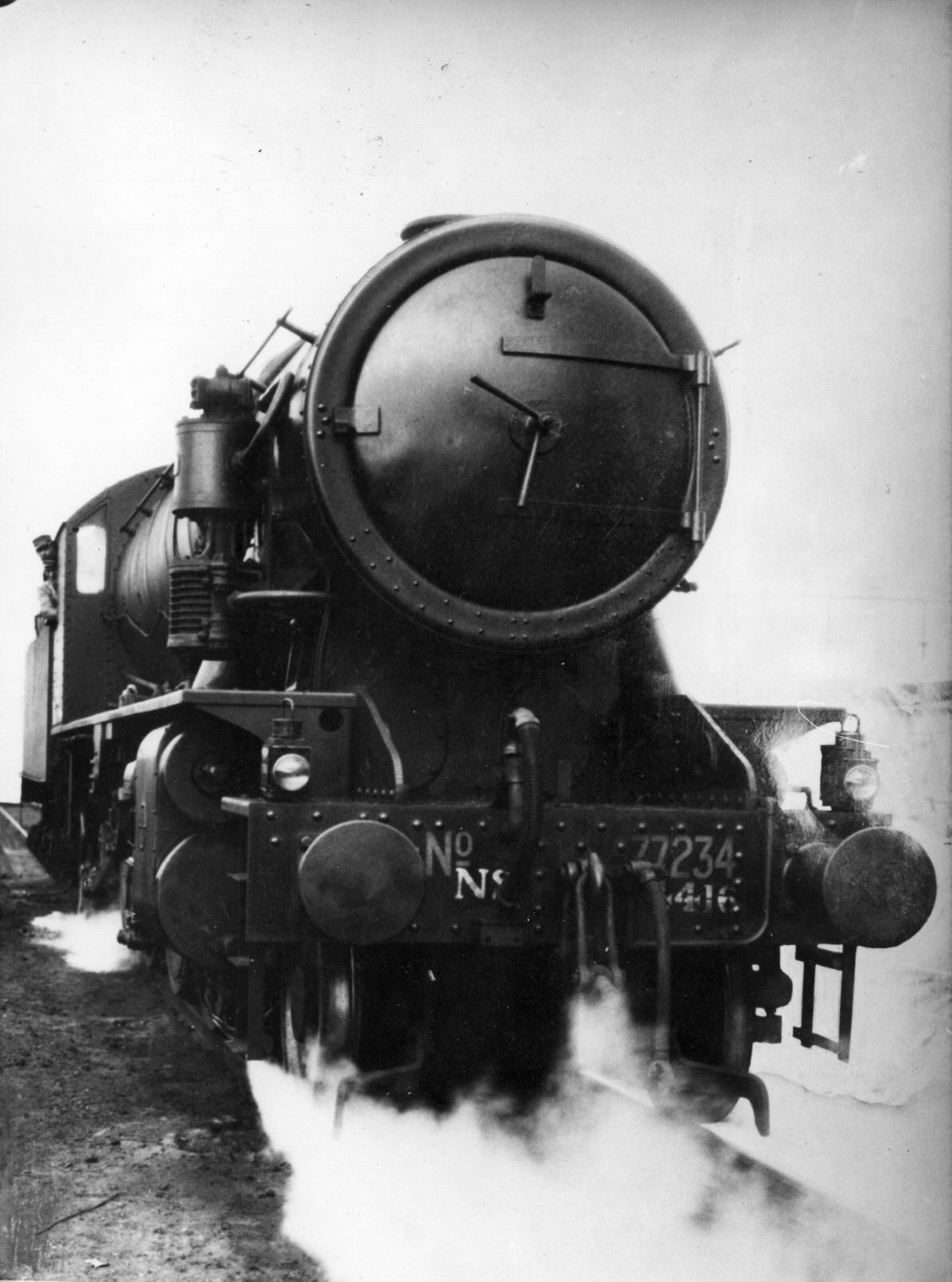
Stoomlocomotief nr. 4416 van de N.S, ex War Department nr. 77234. (Tussen 1945 - 1946)
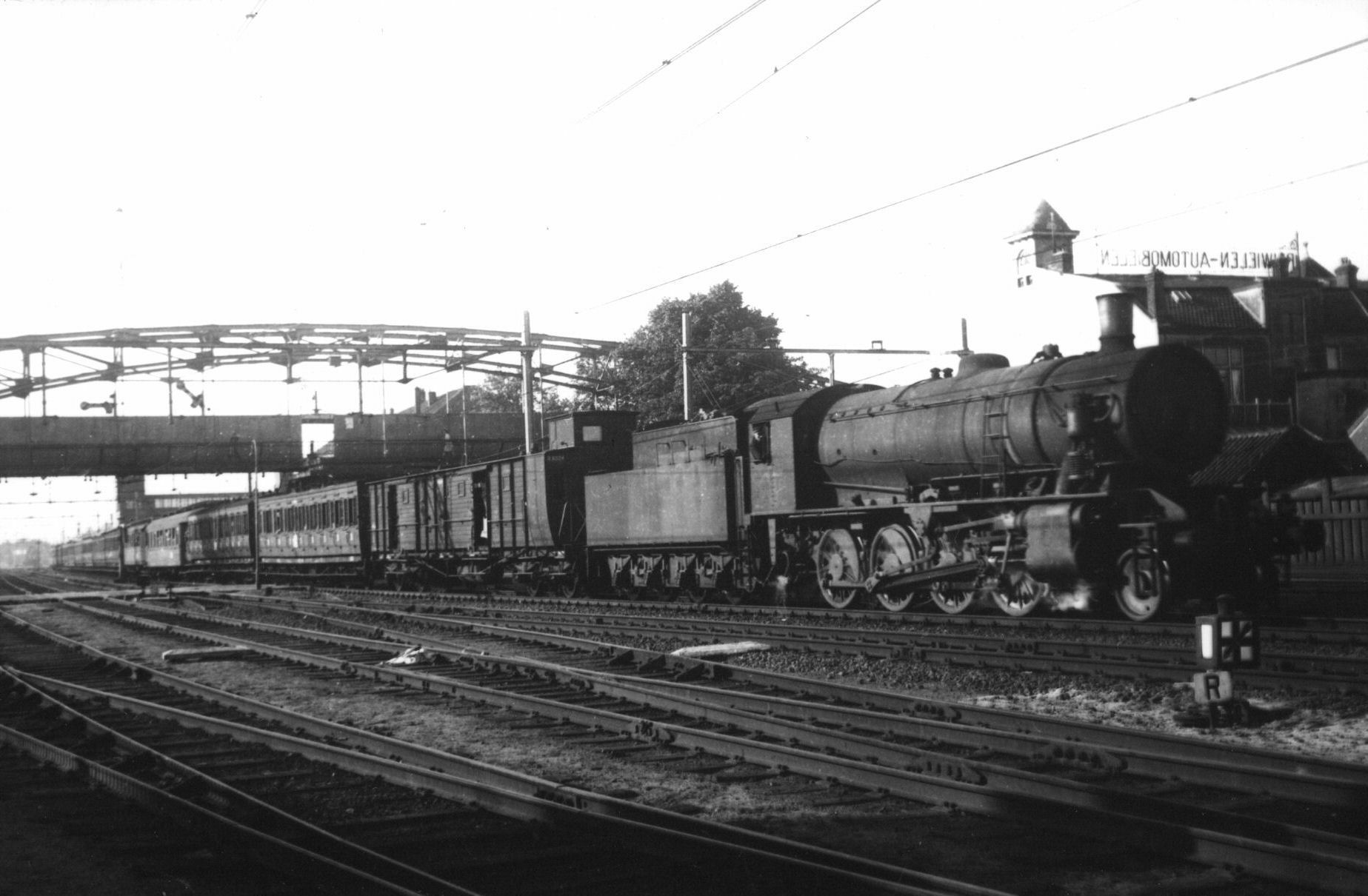
Stoomlocomotief uit de serie 4300 van de N.S. met een reizigerstrein te Hilversum. (Tussen 1945 - 1955)
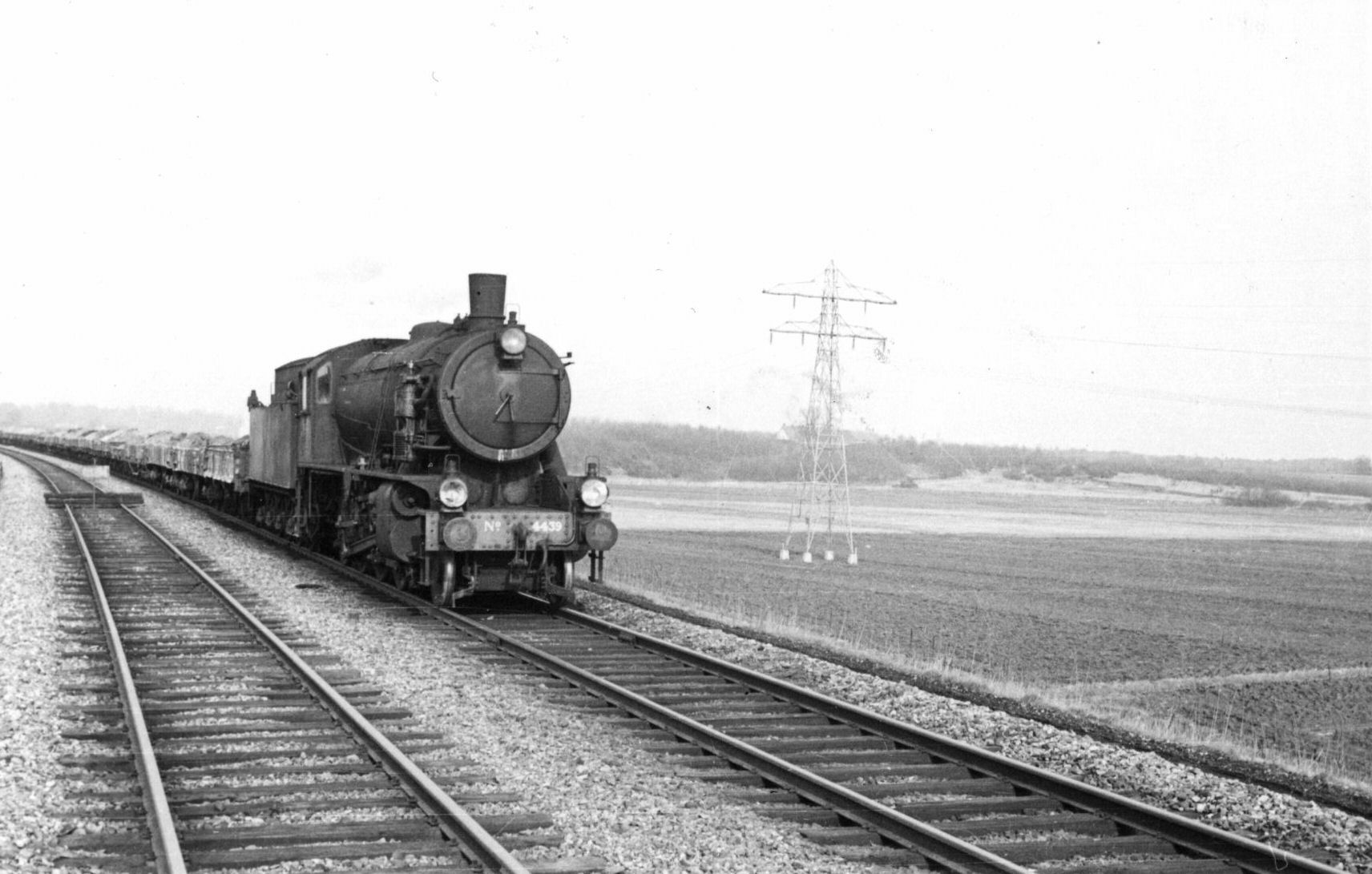
Stoomlocomotief NS 4439 met een zandtrein. (Tussen 1945 - 1950)
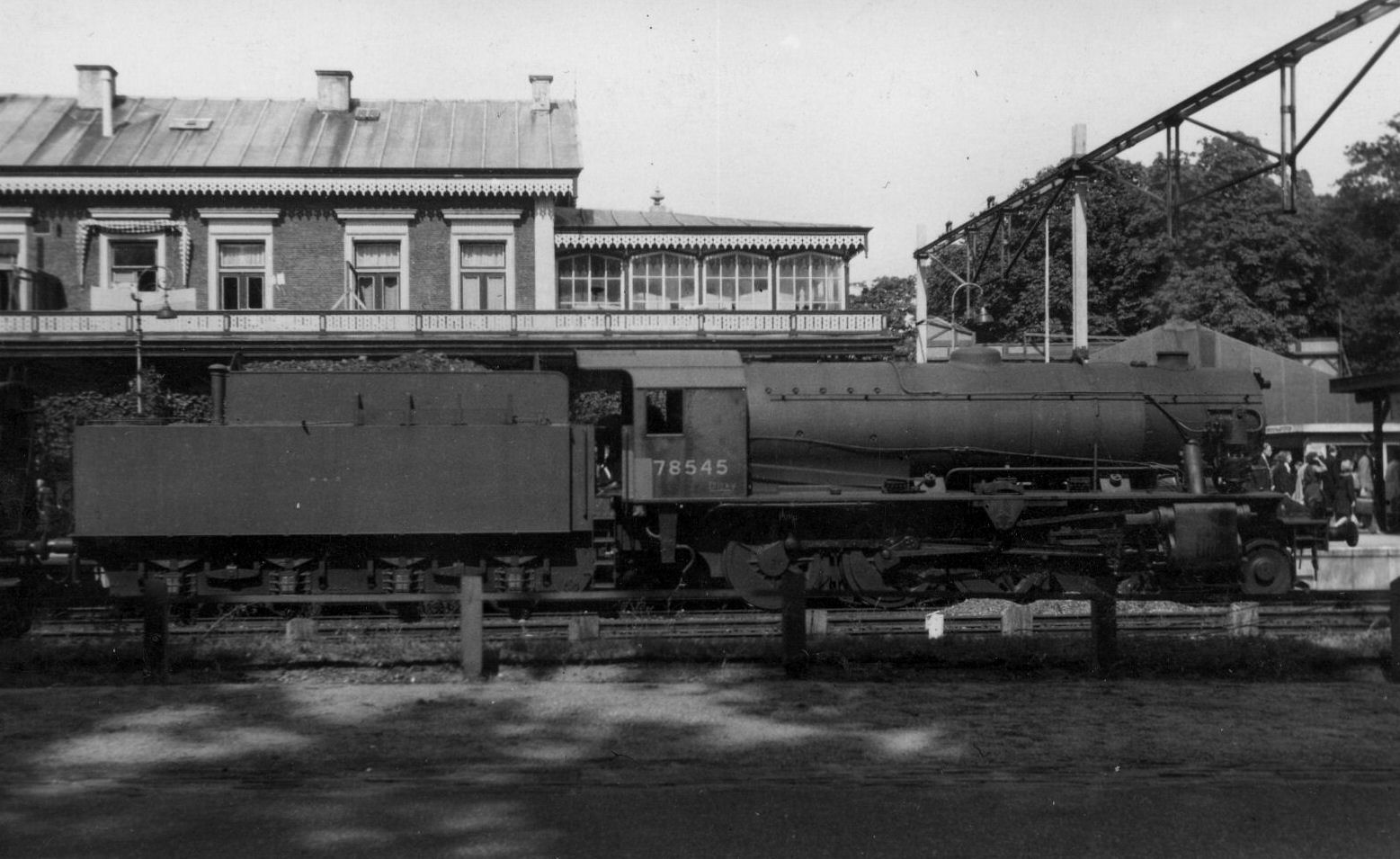
Stoomlocomotief NS 4445 (ex War Department nr. 78545) station Baarn. (Augustus 1945)
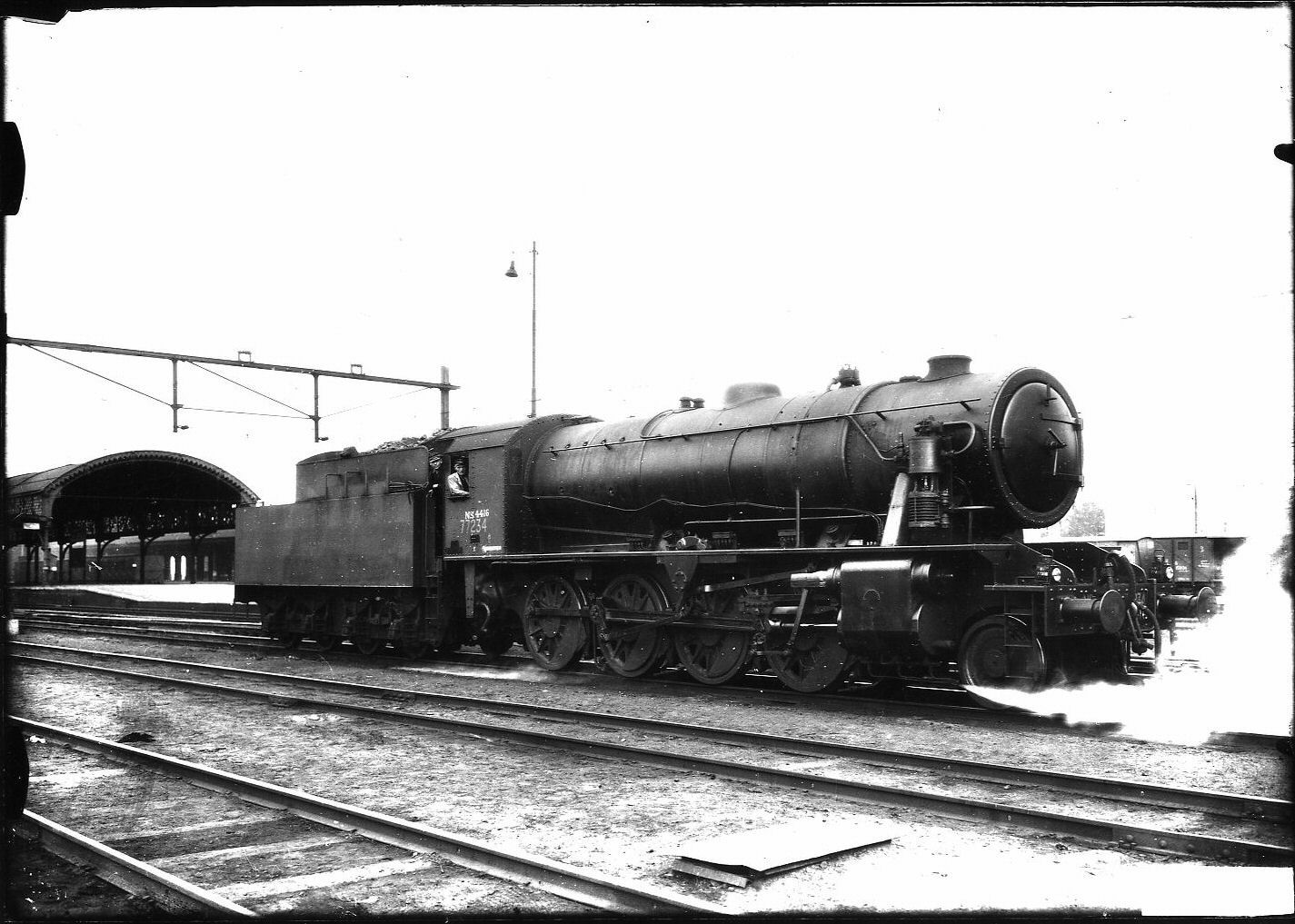
Stoomlocomotief NS 4416 (ex War Department nr. 77234) te Utrecht. (Tussen 1945 - 1946)
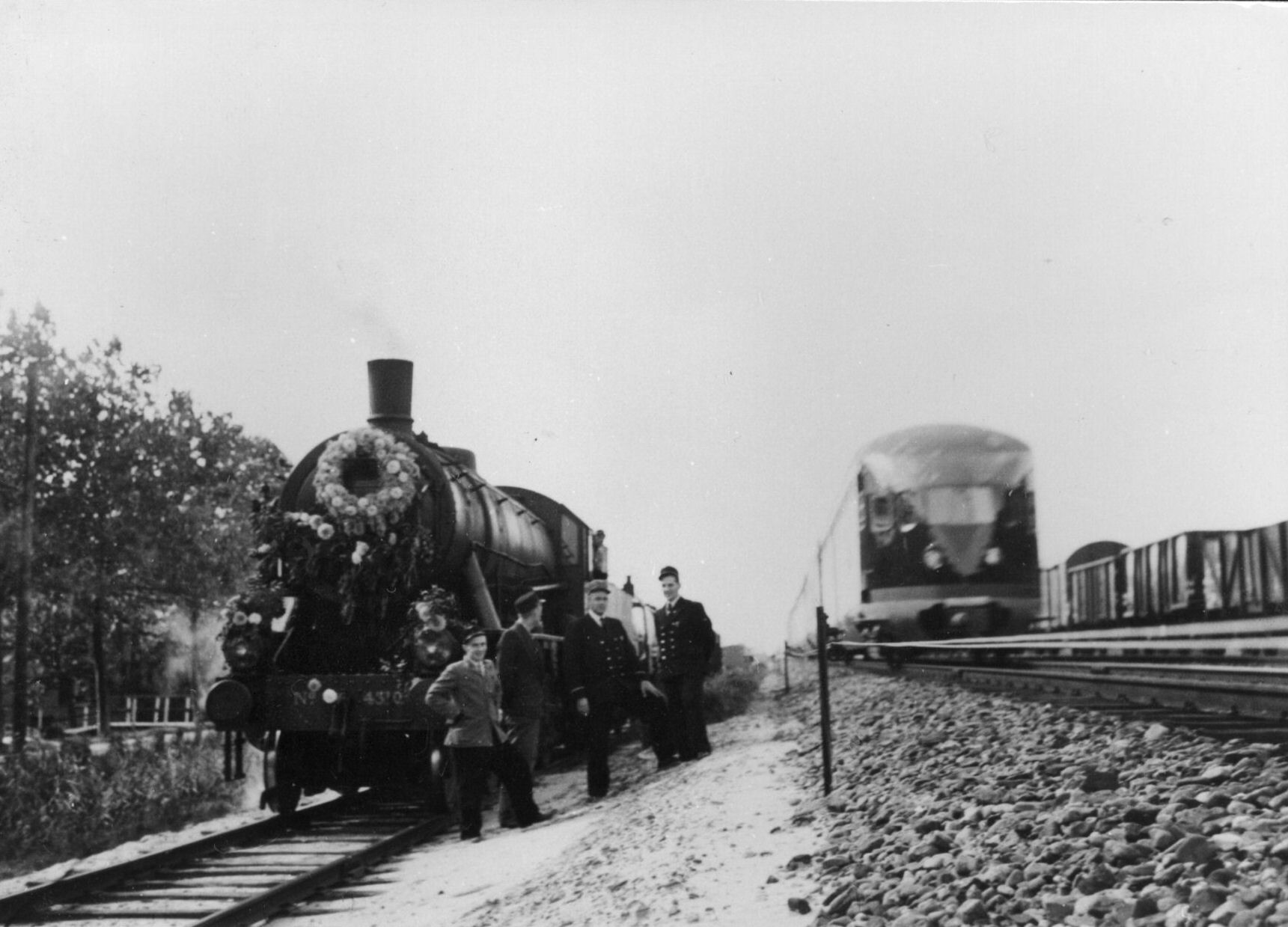
Een groepje spoorlieden bij de versierde stoomlocomotief NS 4310 (ex War Department nr. 70863), vermoedelijk te Gorinchem of Giessendam, tijdens het afscheid van deze stoomlocomotief (depot Rotterdam RMO). Rechts passeert een diesel-elektrisch treinstel DE 3 (serie 11-50). (28-09-1957)
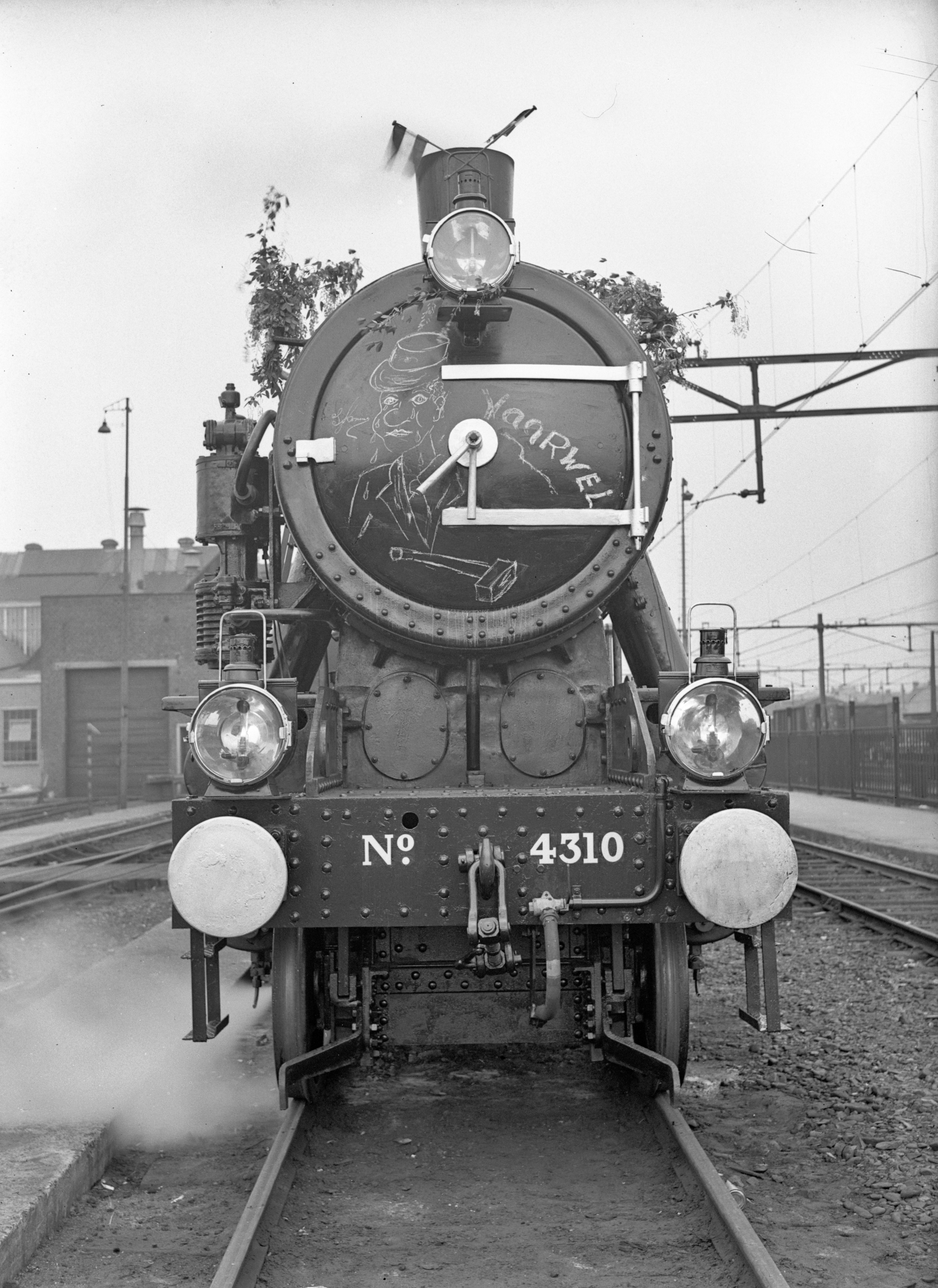
Stoomlocomotief NS 4310 (ex War Department nr. 70863) bij de centrale werkplaats te Tilburg, met versieringen vanwege het feit dat dit de laatste stoomlocomtief was die in de werkplaats te Tilburg gereviseerd werd. (07-06-1955)
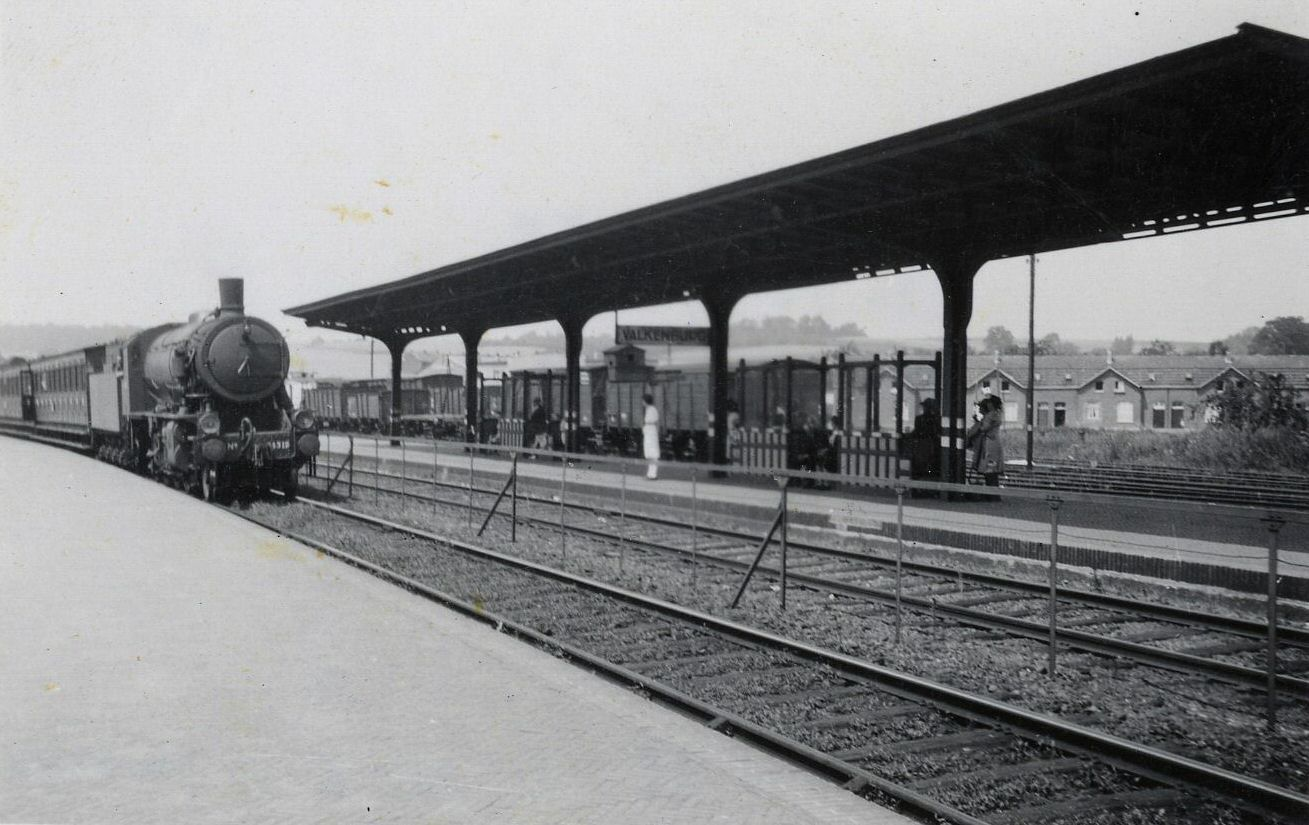
Gezicht op het tweede perron van het N.S.-station Valkenburg. met links een naderende trein getrokken door de stoomlocomotief NS 4312 (ex War Department). (03-07-1947)